# Colin Clive
Colin Clive (født 20. januar 1900, død 25. juni 1937) var en britisk-amerikansk skuespiller. Han nåede i sit korte liv at medvirke i 18 spillefilm. Han huskes nok bedst som Henry Frankenstein i de to gyser-film-klassikere Frankenstein (1931) og Frankensteins brud (1935).
I 1934 medvirkede han i Jane Eyre.
Clive var en stor skuespiller og – ifølge kollegaen Mae Clarke – et utroligt sødt, charmerende og sjovt menneske i ædru tilstand, medens han – under indflydelse af alkohol – blev det stik modsatte. Således skal Bride of Frankenstein have været indspillet med nogen nervøsitet for hvordan nu Clive havde det når han mødte op[kilde mangler]